# 보이니체성

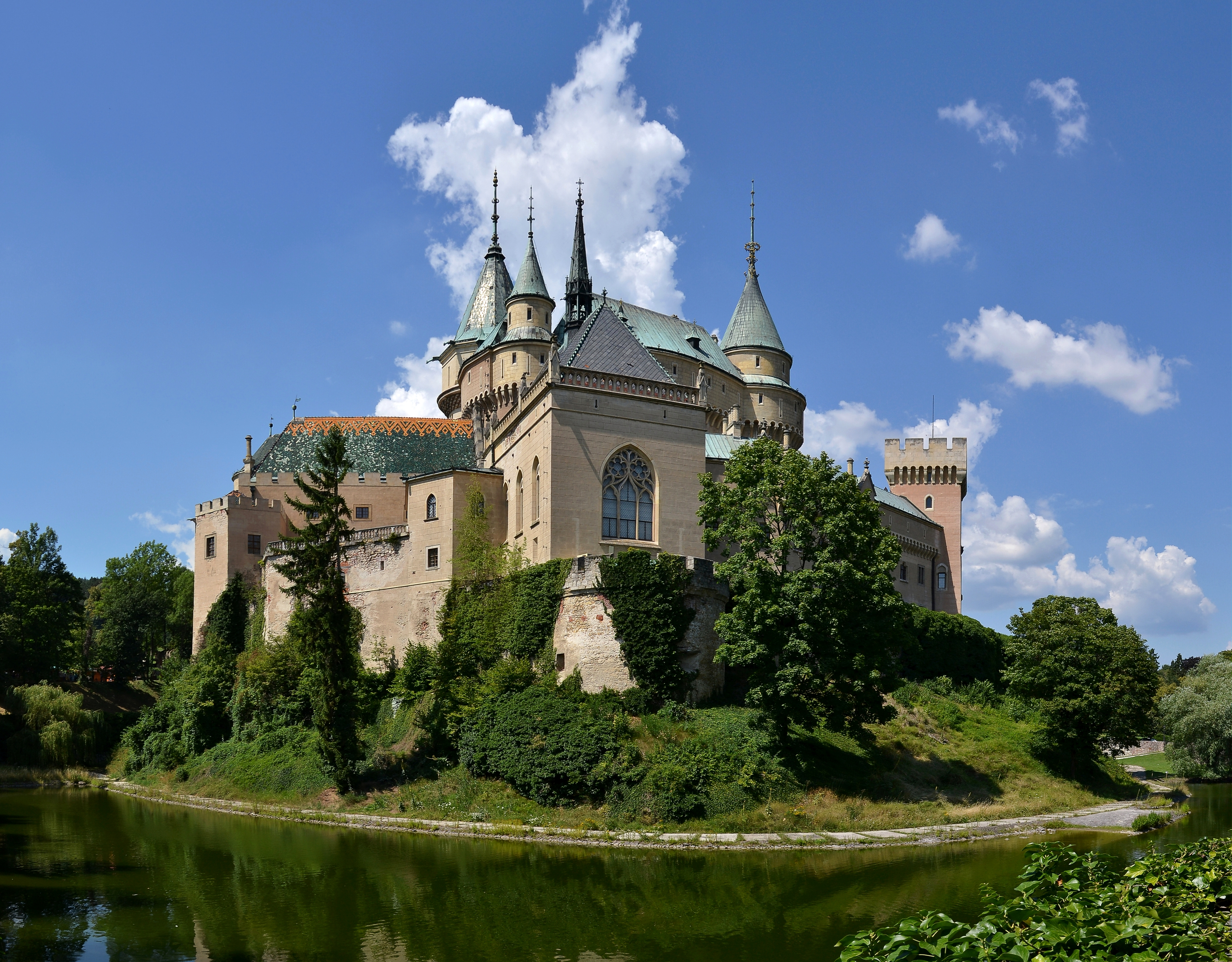
보이니체성

보이니체성(슬로바키아어: Bojnický zámok)는 슬로베니아 보이니체에 있는 중세 성이다. 12세기에 지어진 로마네스크 양식의 성으로, 고딕과 르네상스 양식의 요소가 일부 포함되어 있다. 보이니체성은 슬로바키아에서 가장 많이 방문하는 성 중 하나로, 매년 수십만 명의 방문객이 찾고 있으며 영화의 인기 있는 촬영 장소이기도 하다. 12세기부터 헝가리의 왕과 귀족이 소유했으며, 1920년 트리아농 조약 이후 체코슬로바키아의 일부가 되었고, 1939년 체코 기업가가 인수했다. 1950년 5월 9일에 화재가 발생하여 보이니체성의 모든 탑이 파괴됐다. 보이니체 지방 국가위원회는 공산주의 국가위원회(KNV)에 성을 복원하고 부지 내에 박물관을 세우기 위한 지원을 요청했다. 니트라의 KNV는 이에 동의하여 1950년 9월 7일에 결의안 107/1950을 통해 보이니체성에 지역 역사 박물관을 설립했다. 재건은 1951년 가을에 완료되었고, 1951년 9월 2일에 개조된 성에서 첫 번째 전시회가 열렸다. 체코슬로바키아가 해체된 후 보이니체 박물관은 다시 재편되어 현재는 브라티슬라바에 있는 슬로바키아 국립 박물관(SNM)이 독립된 박물관으로 관리하고 있다.